# Blaiseus
Blaiseus is een geslacht van kevers uit de familie  
kniptorren (Elateridae).
Het geslacht is voor het eerst wetenschappelijk beschreven in 1931 door Fleutiaux.

## Soorten
Het geslacht omvat de volgende soort:
- Blaiseus bedeli Fleutiaux, 1931